# Association sportive Villers Normandie Côte Fleurie
Maillots
Dernière mise à jour : 1er juillet 2025.
L'Association sportive Villers-Houlgate-Côte Fleurie est un ancien club de football français situé à Villers-sur-Mer dans le Calvados.
Le club est le résultat d'une fusion opérée en 2017 entre les entités de l'US Houlgate, créée en 1906, et l'AS Villers-Blonville-Bénerville, fondée au début du XXe siècle à Villers-sur-Mer.
Historiquement basé à Houlgate, le club déménage à Villers-sur-Mer en raison de la suppression de la subvention de la mairie de Houlgate et de l'accès au stade André-Gardin. En 2024, le club décidé de supprimer la ville de Houlgate du nom du club : ASVH - Villers Normandie Côte Fleurie .
Le club a évolué jusqu'en National 2, plus haut niveau qu'il ait atteint depuis sa création. Jouant en Départemental 1 lors de la fusion de 2017, l'AS Villers-Houlgate entame une ascension rapide et régulière : en sept saisons, dont une écourtée et une annulée à la suite de la pandémie de Covid-19, le club réalise cinq montées quasi consécutives et atteint le National 2, quatrième échelon du football français, en 2024. Il compte environ 400 licenciés.
En 2025, le club connait une première descente en étant relégué en National 3. Quelques semaines plus tard, le club annonce sa fusion avec son voisin de l'AS Trouville-Deauville et disparaît.
| \| Villers-sur-Mer \| Le club est basé à · Villers-sur-Mer dans le Calvados. |
| Villers-sur-Mer                                                              |

## Histoire

### L'US Houlgate (1906-2017)
Un premier club de football est créé à Houlgate en 1906, sous le nom d'Union sportive Houlgate. Plusieurs sections voient alors le jour : une section de tir, une d’athlétisme et une de gymnastique. La section football n'est fondée que six ans plus tard. Au cours de son histoire, l'US Houlgate atteint trois fois la Promotion d’Honneur (PH), soit le niveau Régional 2 de nos jours, plus haut niveau connu par le club, en 1995, 2009 et 2016.
Le club possède depuis plusieurs décennies une école de football. Au cours des années 2000, cette école est entente quelques années avec le SU Dives, avant de reprendre son indépendance en 2008. Avant la fusion de 2017, onze équipes étaient engagées en championnats et plateaux.

### L'AS Villers-Blonville-Benerville (début XXe-2017)
Les débuts de l'AS Villers-sur-Mer remontent au tout début du XXe siècle. Villers-sur-Mer étant une station balnéaire, les Villersois voient leur équipe complétée chaque week-end par des vacanciers parisiens, ce qui permet de consolider le statut de l'équipe.
En 1990, l’AS Villers-sur-Mer fusionne avec l’AS Blonville, club voisin, ainsi que l'équipe de Benerville-sur-Mer et forme l’AS Villers-Blonville-Benerville (ASVBB). Le club créé une section féminine en 2001 et une section futsal en 2015.

### Une montée par an avec la fusion (2017-2023)
En 2016, l'avocat Thierry Granturco, notamment ex-président du FC Rouen, prend la tête de l'AS Villers-Blonville-Bénerville alors en Départemental 2, dixième échelon du football français. Après une promotion en Départemental 1, le club fusionne avec l'US Houlgate, tout juste relégué au sein du même championnat. 
À l'aide d'investissements considérables, le club est à nouveau promu l'année suivante, et accède au niveau régional en 2018. Lors de cette saison en R3, l'ASVH réalise un bon parcours en coupe de France et s'incline finalement face au Havre AC au 8e tour (1-5). Après une nouvelle montée, le club, second de Régional 2 au moment de l'arrêt des compétitions dû au Covid-19 en mars 2020, voit son ascension stoppée et la réserve de l'US Alençon monter en R1. L'année suivante est gelée pour les mêmes raisons. En 2022, le club de l'ASVH remporte sa poule de Régional 2. 

### Découverte des championnats nationaux et fusion (2023-2025)
En 2023, le club est promu dans les championnats nationaux pour la première fois de son histoire, et commence à fasciner la presse, ayant connu 5 montées en l'espace de 7 ans. 
Alors que le club découvre tout juste l'échelon national, il parvient à remporter à nouveau sa poule de championnat après une victoire sur le FC Dieppe (3-2) et jouera en National 2 pour la saison 2024-2025. Il atteint également à nouveau le huitième tour de la coupe de France, éliminé par le Racing CFF (National 2) en décembre 2023.
Avant le début de la saison 2024-2025, le coach Benjamin Morel, ancien joueur professionnel, et auteur de 3 montées avec le club, démissionne pour ne pas passer d'un contrat de 35 heures à 22 heures. Il est remplacé par Bruno Luzi, qui avait connu la même dynamique de montée avec le FC Chambly. Après seulement six rencontres sur le banc, il quitte le club pour « raisons personnelles » et est remplacé par Mohamed Tazamoucht. En fin de classement en février, il est limogé. William Prunier devient le troisième et dernier entraîneur de la saison mais ne peut éviter la relégation du club en National 3. En juin 2025, le club annonce sa fusion avec son voisin de l'AS Trouville-Deauville.

## Résultats sportifs

### Palmarès et trophées
| Compétitions nationales | Compétitions régionales                 |
| --- | --------------------------------------- |
| Championnat de France D4 (National 2) - Meilleure performance : 16e en 2025 Championnat de France D5 (National 3) - Vainqueur de groupe : 2024 Coupe de France - Meilleure performance : 8e tour en 2017-2018 | Régional 1 - Vainqueur de groupe : 2023 |

### Bilan par compétition

#### Championnats
| Championnat | Saisons | J  | V  | N | D  | Bp | Bc |
| ----------- | ------- | -- | -- | - | -- | -- | -- |
| Ligue 1     | 0       | -  | -  | - | -  | -  | -  |
| Ligue 2     | 0       | -  | -  | - | -  | -  | -  |
| National    | 0       | -  | -  | - | -  | -  | -  |
| National 2  | 1       | 30 | 5  | 8 | 17 | 25 | 64 |
| National 3  | 1       | 26 | 16 | 4 | 6  | 47 | 35 |

#### Coupe de France
L'AS Villers Houlgate participe tous les ans à la Coupe de France, créée en 1917 et organisée par la Fédération française de football. Ses meilleures performances sont une qualification pour les 64es de finale en 2018-2019 et une élimination par cinq buts à un face au Havre AC (Ligue 2), stade à nouveau atteint en 2023-2024, où l'ASVH est éliminée par le Racing CFF (National 2). 
| Coupe           | V | F | 1/2 | 1/4 | 1/8 | 1/16 | 1/32 | 8e t |
| --------------- | - | - | --- | --- | --- | ---- | ---- | ---- |
| Coupe de France | - | - | -   | -   | -   | -    | -    | 2    |

### Bilan par saison
| Bilan par saison de 2017 à 2025, | Bilan par saison de 2017 à 2025, | Bilan par saison de 2017 à 2025, | Bilan par saison de 2017 à 2025,          | Bilan par saison de 2017 à 2025,          | Bilan par saison de 2017 à 2025,          | Bilan par saison de 2017 à 2025,          | Bilan par saison de 2017 à 2025,          | Bilan par saison de 2017 à 2025,          | Bilan par saison de 2017 à 2025,          | Bilan par saison de 2017 à 2025,          | Bilan par saison de 2017 à 2025,          | Bilan par saison de 2017 à 2025, | Bilan par saison de 2017 à 2025,                  |
| Saison                           | Division                         | Groupe                           | Championnat                               | Championnat                               | Championnat                               | Championnat                               | Championnat                               | Championnat                               | Championnat                               | Championnat                               | Championnat                               | Coupe de France                  | Entraîneur                                        |
| Saison                           | Division                         | Groupe                           | Class.                                    | Pts                                       | J                                         | G                                         | N                                         | P                                         | Bp                                        | Bc                                        | Diff                                      | Coupe de France                  | Entraîneur                                        |
| -------------------------------- | -------------------------------- | -------------------------------- | ----------------------------------------- | ----------------------------------------- | ----------------------------------------- | ----------------------------------------- | ----------------------------------------- | ----------------------------------------- | ----------------------------------------- | ----------------------------------------- | ----------------------------------------- | -------------------------------- | ------------------------------------------------- |
| 2017-2018                        | Départemental 1                  |                                  | 1er                                       |                                           |                                           |                                           |                                           |                                           |                                           |                                           |                                           | 3e tour                          | Erick Ledeux                                      |
| 2018-2019                        | Régional 3                       | Groupe J                         | 1er                                       | 53 pts                                    | 22                                        | 17                                        | 2                                         | 3                                         | 53                                        | 20                                        | +33                                       | 8e tour                          | Erick Ledeux                                      |
| 2019-2020                        | Régional 2                       | Normandie B                      | 2e                                        | 33 pts                                    | 14                                        | 10                                        | 3                                         | 1                                         | 43                                        | 8                                         | +35                                       | 5e tour                          | Erick Ledeux                                      |
| 2020-2021                        | Régional 2                       | Normandie B                      | Saison neutralisée pour cause de Covid-19 | Saison neutralisée pour cause de Covid-19 | Saison neutralisée pour cause de Covid-19 | Saison neutralisée pour cause de Covid-19 | Saison neutralisée pour cause de Covid-19 | Saison neutralisée pour cause de Covid-19 | Saison neutralisée pour cause de Covid-19 | Saison neutralisée pour cause de Covid-19 | Saison neutralisée pour cause de Covid-19 | 5e tour                          | Erick Ledeux                                      |
| 2021-2022                        | Régional 2                       | Normandie B                      | 1er                                       | 56 pts                                    | 24                                        | 17                                        | 5                                         | 2                                         | 59                                        | 16                                        | +43                                       | 3e tour                          | Dramane Dillain / Benjamin Morel                  |
| 2022-2023                        | Régional 1                       | Normandie B                      | 1er                                       | 50 pts                                    | 22                                        | 16                                        | 2                                         | 4                                         | 62                                        | 25                                        | +37                                       | 3e tour                          | Benjamin Morel                                    |
| 2023-2024                        | National 3                       | Groupe F                         | 1er                                       | 52 pts                                    | 26                                        | 16                                        | 4                                         | 6                                         | 47                                        | 35                                        | +12                                       | 8e tour                          | Benjamin Morel                                    |
| 2024-2025                        | National 2                       | Groupe C                         | 16e                                       | 23 pts                                    | 30                                        | 5                                         | 8                                         | 17                                        | 25                                        | 64                                        | -39                                       | 6e tour                          | Bruno Luzi / Mohamed Tazamoucht / William Prunier |

## Personnalités du club

### Présidents
Thierry Granturco prend la présidence du club en 2017. Il est connu comme avocat spécialisé en droit du sport, à la tête du groupe Dodécagone, une société d'investissement basée en Belgique, au chiffre d'affaires annuel estimé à 50 millions d'euros. Dès son arrivée à l'ASVH, Thierry Granturco assure des investissements massifs pour un club de ce niveau grâce à sa société. En 2020, alors que le club se trouve en Régional 2, il est élu maire de Villers-sur-Mer. En 2022, il laisse son siège de président du club à son fils Victor, qui occupe cette fonction jusqu'à la fusion de 2025.
| 2017 - 2022 | Thierry Granturco |
| 2022 - 2025 | Victor Granturco  |

### Entraîneurs
L'AS Villers Houlgate a connu quatre entraîneurs depuis la fusion de 2017. Le premier entraîneur est Erick Ledeux, recruté en provenance de l'AS Trouville-Deauville. Sous sa houlette, le club parvient à passer de la Départemental 2 au Régional 2. Il quitte le club en 2021, remplacé par Dramane Dillain, ancien entraîneur de l'Évreux FC 27. Il est renvoyé en 2022, peu de temps avant la fin du championnat de Régional 2 après un match nul face au CA Lisieux. Benjamin Morel, entraîneur adjoint, prend la tête de l'équipe première et parvient à faire monter le club en Régional 1, alors qu'il comptait dix points de retard au classement. Il récidive la saison suivante et atteint le National 3 avec l'ASVH. 
Après une nouvelle montée en 2024, il est remplacé par Bruno Luzi, figure du FC Chambly Oise ayant connu de nombreuses montées successives avec ce club. Il quitte le club après six rencontres, remplacé par Mohamed Tazamoucht, limogé en février. William Prunier termine la saison sur le banc.
| 2017 - 2021 | Erick Ledeux       |
| 2021 - 2022 | Dramane Dillain    |
| 2022 - 2024 | Benjamin Morel     |
| 2024        | Bruno Luzi         |
| 2024 - 2025 | Mohamed Tazamoucht |
| 2025        | William Prunier    |

## Structure du club

### Stades
Avant la fusion de 2017, l’US Houlgate évoluait depuis 1986 au stade Roger Gardin, du nom d'un ancien président du club. L'infrastructure est modernisée 1998 grâce à la construction d'un club house puis de tribunes en 2011. Le stade compte environ 150 places. 
Autre enceinte utilisée par le club, le stade André Salesse, du nom d'un ancien maire de Villers-sur-Mer, compte environ 200 places. Le secrétariat et le club house se trouvent également dans le stade, au-dessus des tribunes. Cette infrastructure est utilisée pour les rencontres à domicile de l'équipe première en championnat.

### Aspect économique
Lors de la saison 2023-2024, le budget de l'AS Villers Houlgate est d'environ 300 000 €.

## Autres équipes

### Équipe réserve
L'équipe réserve évolue en Régionale 2 pour la saison 2024-2025, durant laquelle elle termine dixième du championnat.  

### Section féminine
Le club dispose d'une section féminine, qui évolue en Régionale 1 pour la saison 2024-2025, soit la troisième division française. En 2024, le club est l'un des trois lauréats normands du dispositif Toutes Foot de la FFF, « portant sur le développement de la pratique féminine, par le nombre de pratiquantes où bien sur des actions portant sur l’attractivité des femmes sur les postes à responsabilité dans les clubs ».